# Британия (монета)
Британия (англ. Britannia) — серия золотых, серебряных и платиновых инвестиционных монет Великобритании.
На аверсе монет серии «Британия» c 2023 года изображён профиль короля Карла III. На реверсе изображена Британия (аллегория) — персонифицированный символ Великобритании. Британия на данных монетах обычно изображается в виде молодой женщины в коринфском шлеме, с гербовым щитом и трезубцем Посейдона в руке. Дизайн монет разных годов выпуска различен, за 25 лет выпуска серебряной «Британии» (1987—2012) появилось 9 вариантов дизайна монет.
Впервые изображение Британии на монете появилось на фартинге, выпущенном в  1672 году. Изображение Британии также присутствует на весьма распространённой монете — Британском торговом долларе.
Монеты серии «Британия» чеканятся Королевским монетным двором.
По состоянию на 2023 год продолжается выпуск золотых и серебряных монет серии «Британия».

## Золотые монеты серии «Британия»
Золотые монеты серии «Британия» выпускаются с 1987 года. По 2012 год монеты чеканились из золота 917 пробы (22 карата). С 2013 года используется золото 999,9-й пробы (24 карата).
Ежегодно выпускаются 4 монеты:
- 1 тройская унция чистого золота, номинал — 100 ₤,
- ½ тройской унции чистого золота, номинал — 50 ₤,
- ¼ тройской унции чистого золота, номинал — 25 ₤,
- 1⁄10 тройской унции чистого золота, номинал — 10 ₤.

В качестве лигатуры для золотых монет серии «Британия» до 1989 года включительно использовалась медь, с 1990 года — серебро.

## Серебряные монеты серии «Британия»
Серебряные монеты серии «Британия» выпускаются с 1997 года. Монеты чеканятся из серебра 958 пробы (23 карата). C 2013 года содержание чистого серебра в монетах повышено до 999-й пробы.
Ежегодно выпускаются 4 монеты:
- 1 тройская унция чистого серебра, номинал — 2 ₤,
- ½ тройской унции чистого серебра, номинал — 1 ₤,
- ¼ тройской унции чистого серебра, номинал — 50 пенсов,
- 1⁄10 тройской унции чистого серебра, номинал — 20 пенсов.

Тиражи серебряной «Британии» номиналом 2 ₤
| Год  | Анциркулейтед | Пруф   | Наборы из 4 монет (пруф) |
| ---- | ------------- | ------ | ------------------------ |
| 1997 | -             | 16 005 | 11 832                   |
| 1998 | 88 909        | 5212   | 3044                     |
| 1999 | 69 394        | -      | -                        |
| 2000 | 81 301        | -      | -                        |
| 2001 | 44 816        | 7643   | 10 000                   |
| 2002 | 48 816        | -      | -                        |
| 2003 | 73 271        | 5456   | 5000                     |
| 2004 | 100 000       | 5000   | -                        |
| 2005 | 100 000       | 10 000 | 3500                     |
| 2006 | 100 000       | 2750   | -                        |
| 2007 | 100 000       | 7500   | 2500                     |
| 2008 | 100 000       | 2500   | 2500                     |
| 2009 | 100 000       | 2500   | 2500                     |
| 2010 | 100 000       | 2500   | 2500                     |
| 2011 | 100 000       | 2500   | 2500                     |
| 2012 | 100 000       | 2500   | -                        |
| 2013 | неограничен   | 2500   | -                        |

## Платиновые монеты серии «Британия»
Платиновые монеты серии «Британия» выпускались в 2007 и 2008 годах. Монеты чеканились из платины 995-й пробы, в следующих номиналах:
- 1 тройская унция чистой платины, номинал — 100 ₤,
- ½ тройской унции чистой платины, номинал — 50 ₤,
- ¼ тройской унции чистой платины, номинал — 25 ₤,
- 1⁄10 тройской унции чистой платины, номинал — 10 ₤.[7][8]